# Vielfraß (Wappentier)

Vielfraß im Wappen von Kittilä

Der Vielfraß ist in der Heraldik ein sehr seltenes Wappentier.
Dargestellt wird das Tier vorrangig schwarz und laufend. Auch ist eine rote Bewehrung (Zähne, Zunge und Krallen) möglich.
In der Heraldik symbolisiert der Vielfraß Mut, Entschlossenheit und Bereitschaft. Er ist selten auf den Wappen der im Norden gelegenen Gemeinden, seinem Lebensraum, zu finden.
Siebmacher vermutete im Wappen derer von Asseburg einen Vielfraß, obwohl ein Wolf als Wappentier durch Herkunft und Ansässigkeit wahrscheinlicher ist.
Das Wappen der Gemeinde Gunnarskog (1863–1970, Schweden) gilt jetzt in der Gunnarskog Landeskommune.
In der Paraheraldik finden sich auch Beispiele für die Verwendung des Wappentieres.